# Insurrezione antifrancese di Viareggio
L'Insurrezione antifrancese di Viareggio ebbe luogo a Viareggio dal 4 al 7 maggio 1799, nell'ambito dell'insorgenza antifrancese toscana, meglio nota come «Viva Maria».

## Storia

### Antefatti
Viareggio era stata occupata il 6 gennaio 1799 dai francesi, che avevano costituito un governo provvisorio in luogo di quello della Repubblica di Lucca. Facevano parte del governo anche alcuni viareggini, come Francesco Belluomini. Mentre in città la classe dirigente era di orientamento filogiacobino, nei villaggi era forte l'ostilità verso l'invasore e la sua ideologia.

### L'insurrezione
Nelle notti tra il 2 e il 3 maggio furono accesi fuochi nei villaggi collinari e montani tra la Toscana e la Liguria, ai quali fu data risposta con altrettanti fuochi nella Piana di Lucca, in Versilia e nella Lunigiana. Si trattava del segnale convenuto tra gli insorti antifrancesi seguaci del movimento denominato Viva Maria. Essi speravano di liberarsi dall'invasore, approfittando delle prime sconfitte subite dalle truppe napoleoniche.
All'alba del 4 maggio la campana della Torre Matilde chiamò il popolo viareggino alla rivolta. 

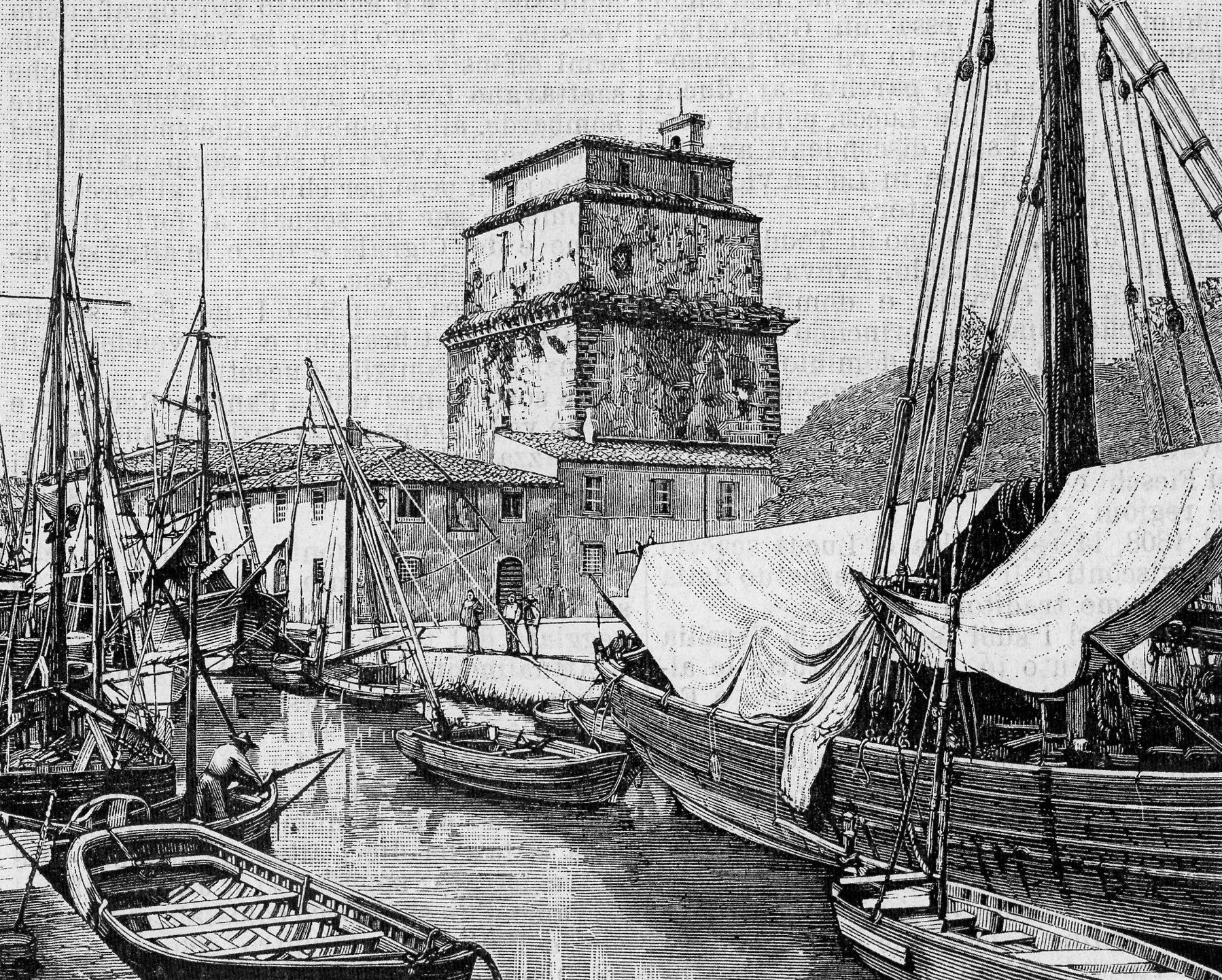
La Torre Matilde con la campana sulla sommità

Gli insorti, organizzati da Sebastiano Motroni, un ex-nobile luccheseche aveva l'appoggio del clero e della corrente politica più conservatrice, si radunarono in armi, al grido di «Viva Maria» abbatterono l'Albero della Libertà, che era stato issato il 2 aprile in Piazza delle Erbe e al suo posto issarono una croce di legno. Poi, bruciarono le bandiere francesi e disarmarono i soldati della guarnigione cittadina.  
Infine, sulla Torre Matilde venne issata nuovamente la bandiera della Repubblica di Lucca. Alcune truppe si asserragliarono nel Fortino di Levante. Cominciò una vera e propria caccia ai cittadini ritenuti filogiacobini, con almeno un tentativo di linciaggio, e molti di loro fuggirono verso Pietrasanta, lasciando le loro case e le loro botteghe al saccheggio da parte dei rivoltosi. 

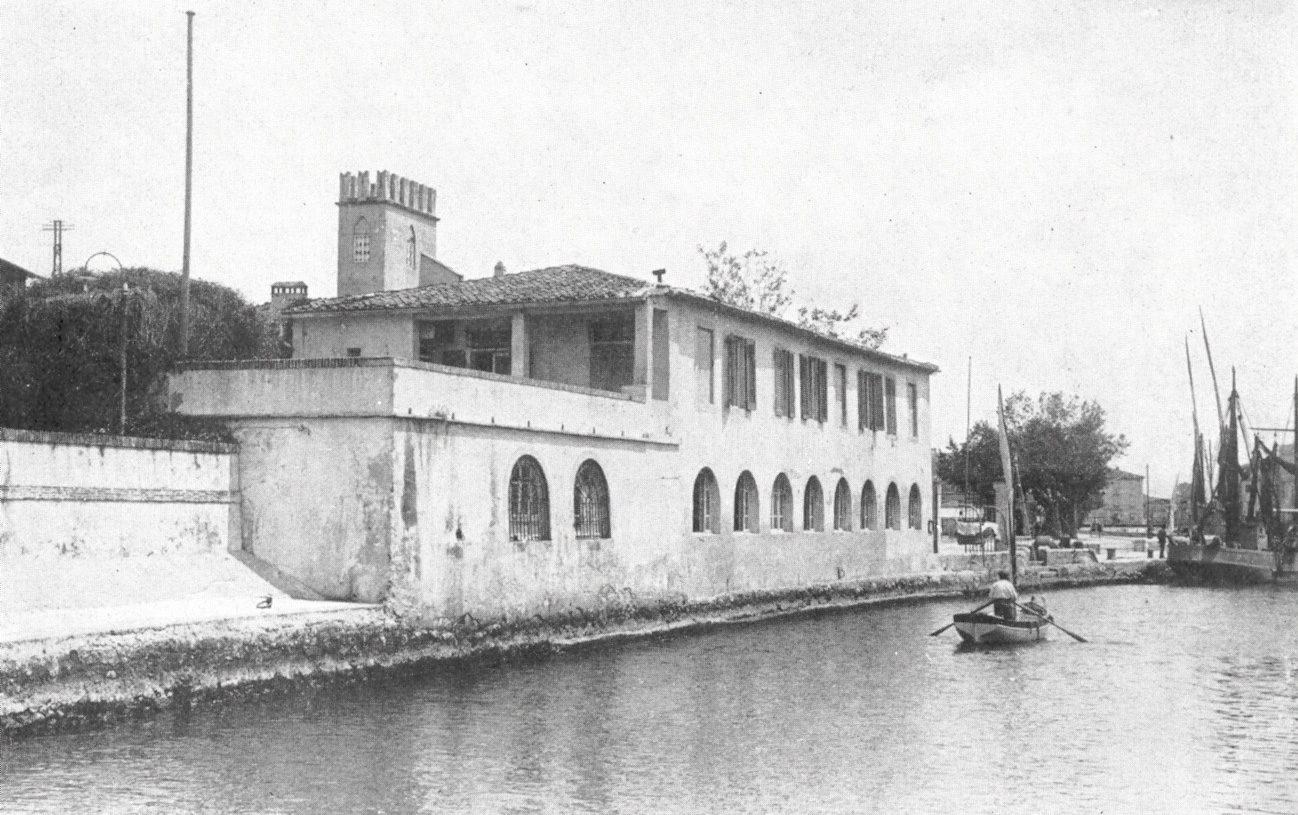
Il Fortino sulla Foce di Viareggio

Il giorno seguente, 5 maggio,anche il Fortino sulla Foce venne assediato e infine occupato dopo la precipitosa fuga delle truppe asserragliate al suo interno. 
I saccheggi proseguirono tutta la notte, così come i festeggiamenti e l'accensione di baldorie. 
Il 6 maggio arrivarono in città altri insorti provenienti da Camaiore e da altri paesi limitrofi. Vennero saccheggiati i magazzini della Dogana e un gruppo di rivoltosi si diresse a Pietrasanta per fomentare la sollevazione della cittadinanza e proseguire la caccia ai rifugiati giacobini, che furono costretti a fuggire nuovamente, questa volta a Massa. 
Il Commissario Ottavio Boccella venne arrestato e uno dei capirivolta, Sebastiano Belli detto "Il Morino", fu nominato Comandante Generale mentre un certo "Sagrone", Tenente Generale. 
I cannoni requisiti alle truppe fuggite vennero posizionati a difesa delle principali strade di accesso in direzione Pisa e Lucca mentre la via di Montramito venne presidiata da ronde armate, riuscendo ad arrestare l'avanzata delle truppe inviate da Lucca. Belli attaccò e incendiò Palazzo Belluomini.
Venne quindi inviato a trattare con gli insorti l'arcivescovo Filippo Sardi, ma anche la via negoziale non ebbe successo. Infatti al prelato fu risposto che il popolo voleva «libera la patria dagli stranieri e dai tiranni». Tuttavia, il religioso raccomandò al Direttorio di concedere il perdono generale al popolo, per far placare la sollevazione, e lo stesso riportò ai francesi la richiesta di moderazione e di risparmiare la città da devastazioni. 

### L'epilogo
La presenza al largo di Viareggio di vascelli inglesi e segnali di protesta in altri luoghi, tra i quali la stessa Lucca preoccuparono i francesi che la situazione potesse precipitare, spingendoli ad agire. 
L'8 maggio, per ordine del generale Sextius Alexandre François de Miollis, venne inviata da Pisa una colonna di 600 uomini, più 50 dragoni a cavallo, che strinsero in una morsa la città, con  l'obiettivo di riprenderla. Ulteriori rinforzi si misero in marcia anche da Lucca e da Massa, e altre truppe si diressero nel vicino paese di Camaiore. I rivoltosi, consci dell'impossibilità di resistere oltre, inviarono due rappresentanti a trattare la resa senza spargimento di sangue, in cambio dell'amnistia. Il comandante francese acconsentì ma, una volta occupata la città, non mantenne la parola data facendo arrestare i capi della rivolta e inviandoli in carcere a Livorno. Alcuni di loro, cinque secondo alcune fonti, due secondo altre vennero fucilati. Luigi Sodini e Nello Loveri di Stiava furono tra coloro che subirono la pena capitale, mentre Sebastiano Belli fu graziato.
Il 9 maggio fu nuovamente ricostituito il governo filofrancese della città che, come primo atto, fece rimuovere la campana che aveva chiamato alla rivolta dalla sommità della Torre Matilde. 